# Lasiophanes perplexus
Lasiophanes perplexus är en myrart som först beskrevs av Santschi 1920.  Lasiophanes perplexus ingår i släktet Lasiophanes och familjen myror. Inga underarter finns listade i Catalogue of Life.